# Ломамі (провінція)
Ломамі (фр. Lomami) — провінція Демократичної Республіки Конго, розташована в центрі країни.

## Географія
До конституційної реформи 2005 Ломамі була частиною колишньої провінції Східне Касаї. Адміністративний центр — місто Кабінда. По території провінції протікає річка Ломамі.
Населення — 2 048 839 осіб (2005). Провінцію населяють три етнічні групи — сонгьє, каньок і лубу.

## Адміністративний поділ

### Місто
- Мвене-Діту

### Території
- Гандаджіка
- Кабінда
- Каміджі
- Лубао
- Луілу